# Christopher Frayling
Sir Christopher John Frayling, né le 25 décembre 1946 à Hampton dans le borough londonien de Richmond upon Thames, est un écrivain, critique de cinéma et présentateur de télévision britannique. 

## Biographie
Il a dirigé le British Film Institute dans les années 1980. Il a mené une série d'interview, pour la radio et la télévision, de personnalités du cinéma. Il a également écrit et présenté The Face of Tutankhamun et Nightmare: Birth of Horror pour la télévision.
Il est un spécialiste du western spaghetti et plus particulièrement de Sergio Leone. Il a fait plusieurs commentaires audio pour les DVD de Sergio Leone.